# Parròquia d'Īslīce
La parròquia d'Īslīce (en letó: Īslīces pagasts) és una unitat administrativa del municipi de Bauska, Letònia. Abans de la reforma territorial administrativa de l'any 2009 pertanyia al raion de Bauskas.

## Hidrologia

### Rius
- Īslīce
- Kaucis
- Mazplānīte
- Melnupīte
- Plānīte
- Svirkale